# Трубецкая, Дарья Александровна
Княгиня Да́рья Алекса́ндровна Трубецка́я, урождённая графиня Румя́нцева, в первом браке — графиня Вальдштейн (18 марта 1730 — 7 июня 1809) — родная сестра фельдмаршала графа П. А. Румянцева-Задунайского и статс-дамы графини П. А. Брюс; мать известной красавицы княгини П. Ю. Гагариной.

## Биография

### Происхождение
Дарья Румянцева происходила из старинной русской семьи. Она была дочерью сподвижника Петра I — Александра Ивановича Румянцева и Марии Андреевны Матвеевой. Румянцев нёс военную и дипломатическую службу также при Екатерине I, Петре II, Анне Иоанновне и дочери Петра I — Елизавете Петровны. За заключение выгодного для России Абоского мира он был возведён в 1744 году в графское достоинство. По материнской линии Дарья происходила из семьи Андрея Артамоновича Матвеева, видного дипломата петровского времени, сенатора и президента Юстиц-коллегии.

### Рождение
Дарья Румянцева родилась 18 марта, но точный год её рождения неизвестен. В одних источниках указывается, что она родилась в конце 1723 года. Это предположение основано на словах Берхгольца, записавшего в своем дневнике 31 октября 1723 года:
…Вечером к его высочеству приезжал прощаться гвардии майор Румянцев, который в тот же день отправлялся в Астрахань; но жена его, беременная в последнем периоде, остается здесь (в Петербурге).
По сведениям же великого князя Николая Михайловича её год рождения относится к началу 1730 годов, так как старшая сестра её, графиня Прасковья Александровна Брюс, родилась в 1729 году. Князь П. В. Долгоруков в своих записках так же называет Дарью младшей дочерью в семье. В некоторых источниках годом её рождения указывается 1739 год.

### Замужество
Дарья, как и прочие девицы того времени, получила домашнее довольно ограниченное образование. Будучи дочерью известной статс-дамы, всю свою юность она провела при дворе. В 1752 году была помолвлена с полковником русской службы Францем Иосифом из графского рода Вальдштейнов (1719—1758), а в 1755 году вступила с ним в брак, но через три года овдовела.

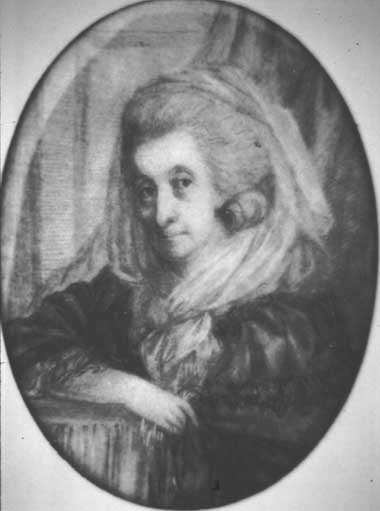
Дарья Трубецкая, 1795/1801 года

Второй раз Дарья Александровна вышла замуж за действительного тайного советника князя Юрия Никитича Трубецкого (1736—1811), за два года перед тем потерявшего свою первую жену, княгиню Анну Петровну, рожденную Салтыкову (1736—1758). Бракосочетание их состоялось в Петербурге 21 мая 1760 года, в Казанской церкви.

По этому поводу её свекор — известный генерал-прокурор князь Никита Юрьевич Трубецкой — записал в своём дневнике: 
…7 апреля 1760. С высочайшего соизволения всемилостивейшей государыни, помолвил сына князя Юрья (вторым браком) на дочери покойного генерала Александра Ивановича Румянцева, на Дарье Александровне, на вдове (которая была прежде за полковником графом Вальстейном) в СПБурге. 
21 мая. Женил сына князя Юрья на Дарье Александровне в СПБурге. Венчались у Вяземской.
Князь Юрий Трубецкой находился в военной службе, в 1775 году был произведен в генерал-лейтенанты и вышел в отставку, но при короновании Павла І переименован в тайные советники, с назначением в сенаторы, а в 1797 году произведен в действительные тайные советники. Он был членом общества мартинистов. Дарья Александровна в молодости отличалась живостью и весёлостью характера, но с годами стала богомольна. Она жила в Петербурге в доме купца О. Д. Белянкина, в приходе Успенской церкви на Сенной, делала много добра и отличалась искренним и примерным благочестием. Граф
С. Д. Шереметев писал о ней: 
…Княгиня Трубецкая, правнучка боярина Артамона Матвеева, была женщина крепкого русского закала. Она была в тайном постриге , о чем  узнали только после  её смерти, когда нашли на ней вериги, а прибывшая  монахини стали поминать её сестрою.  Будучи посхимлена, она, однако, не жила в монастыри , но в комнате  её  иконы были развешаны до потолка.

Последние годы жизни она никогда не спала в кровати, вследствие болезненного состояния, которое она сама описывает следующим образом в письме к дочери от 8 октября 1805 года[уточнить]: 
…Живучи теперь в  деревне своей, занимавшись своею экономиею, не писала к тебе , друг мои, лихорадка моя ежегодная, нервическая, так меня томит из рук вон, и кашель и одышка особливо: если лишний кусок чего съем, и пуще одышка меня мучит.  Вся распоротая и развязанная лежу и вижу — всё душит.
Скончалась Дарья Александровна 7 июня 1809 года или 1817 года и погребена в Александро-Невской лавре в Петербурге.

## Дети
От первого брака с графом Вальдштейном имела одну дочь:
- Мария Александровна (1756—1820), была в числе первых воспитанниц учрежденного в 1763 году Воспитательного Общества благородных девиц в Петербурге, окончили институт с шифром в 1776 году; 9 апреля 1809 года была пожалована в кавалерственные дамы ордена св. Екатерины малого креста. Была замужем (с 11 ноября 1780 года) за графом Иваном Александровичем Апраксиным (1756—1818).

От второго брака с Трубецким имела сына и дочь:
- Прасковья Юрьевна (1762—1846), была замужем в первом браке за князем Ф. С. Гагариным, a во втором за полковником П. А. Кологривовым.
- Александр Юрьевич (1765—1805), статский советник, был женат на даме известной своей шумной репутацией, Анне Петровне Левашовой (ум. 1837; во втором браке — за графом де Брольи).